# Silviu Camil
Silviu Camil (n. 12 noiembrie 1930, Soveja, România – d. 10 februarie 2013) a fost un inginer de sunet român, care a realizat coloana sonoră la un număr mare de filme.

## Biografie
S-a născut la 12 noiembrie 1930, în satul Soveja din județul Putna (azi în județul Vrancea). A absolvit Institutul Unional de Tehnică Cinematografică din Leningrad în anul 1954, devenind inginer de sunet. A colaborat la realizarea coloanei sonore la un număr mare de filme printre care seria Haiducii (1966-1971), Astă seară dansăm în familie (1972), Păcală (1974), Frații Jderi (1974), Ștefan cel Mare - Vaslui 1475 (1975), Cuibul salamandrelor (1977), Drumul oaselor (1980), Burebista (1980), Proba de microfon (1980), Trandafirul galben (1982), Misterele Bucureștilor (1983), Colierul de turcoaze (1986) ș.a.

## Filmografie

### Autor de coloană sonoră
- O mică întîmplare! (1957) - în colaborare cu Titus Suru
- Nu vreau să mă însor (1961)
- Străzile au amintiri (1962)
- O dragoste lungă de-o seară (1963)
- Gaudeamus igitur (1965)
- Sărutul (1965)
- Golgota (1966)
- Haiducii (1966)
- Maiorul și moartea (1967)
- Răpirea fecioarelor (1968)
- Răzbunarea haiducilor (1968)
- Războiul domnițelor (1969)
- Prieteni fără grai (1969)
- Haiducii lui Șaptecai (1971)
- Zestrea domniței Ralu (1971)
- Săptămîna nebunilor (1971)
- Astă seară dansăm în familie (1972)
- Explozia (1972)
- Păcală (1974)
- Frații Jderi (1974) - în colaborare cu Anușavan Salamanian
- Ștefan cel Mare - Vaslui 1475 (1975) - în colaborare cu Anușavan Salamanian
- Elixirul tinereții (1975)
- Cursa (1975)
- Alarmă în Deltă (1976)
- Războiul Independenței (serial TV, 1977)
- Cuibul salamandrelor (1977)
- Aurel Vlaicu (1978)
- Vlad Țepeș (1979)
- Un om în loden (1979)
- Proba de microfon (1980)
- Drumul oaselor (1980)
- Mireasa din tren (1980)
- Burebista (1980) - în colaborare cu Anușavan Salamanian
- Ștefan Luchian (1981)
- Liniștea din adîncuri (1982)
- Trandafirul galben (1982)
- Cucerirea Angliei (1982) - în colaborare cu Jack Jullian și Tiberiu Borcoman
- Întoarcerea din iad (1983)
- Misterele Bucureștilor (1983)
- Să mori rănit din dragoste de viață (1984)
- Emisia continuă (1984) - în colaborare cu Gheorghe Ilarian
- Adela (1985)
- Promisiuni (1985)
- Colierul de turcoaze (1986)
- Pădureanca (1987)
- Flăcări pe comori (1988)
- Marea sfidare (1990)
- Un bulgăre de humă (1990)
- Moartea unui artist (1991)
- Privește înainte cu mînie (1993)
- Timpul liber (1993)
- A doua cădere a Constantinopolului (1994)
- Somnul insulei (1994)
- Craii de Curtea Veche (1996)
- Josh Kirby... Time Warrior: Chapter 5, Journey to the Magic Cavern (1996)
- Femeia în roșu (1997)
- Garcea și oltenii (2002)
- Niki Ardelean, colonel în rezervă (2003)
- „15” (2005)

### Consilier de sunet
- Binecuvântată fii, închisoare (2002)

## Premii și distincții
Inginerul de sunet Silviu Camil a obținut trei premii pentru coloană sonoră ale Asociației Cineaștilor din România (ACIN):
- în anul 1977 - pentru filmul Cuibul salamandrelor (împreună cu Bogdan Cavadia),[2]:p. 28
- în anul 1980 - pentru filmele Proba de microfon, Burebista, Mireasa din tren și Drumul oaselor[2]:p. 44
- în anul 1983 - pentru filmele Întoarcerea din iad și Misterele Bucureștilor.[2]:p. 56